# Euxoa marmorosa
Euxoa marmorosa är en fjärilsart som beskrevs av Corti 1927. Euxoa marmorosa ingår i släktet Euxoa och familjen nattflyn. Inga underarter finns listade i Catalogue of Life.